# Animação
Animação refere-se ao processo, segundo o qual cada fotograma de um filme é produzido individualmente, podendo ser gerado tanto por computação gráfica quanto fotografando uma imagem desenhada ou repetidamente, fazendo-se pequenas mudanças a um modelo (ver claymation e stop motion), fotografando o resultado. Quando os fotogramas são ligados entre si e o filme resultante é visto a uma velocidade de 16 ou mais imagens por segundo, há uma ilusão de movimento contínuo (por causa do fenômeno phi). A construção de um filme torna-se assim um trabalho muito intensivo e por vezes, entediante. O desenvolvimento da animação digital aumentou muito a velocidade do processo, eliminando tarefas mecânicas e repetitivas.
A produção da animação consome muito tempo e é quase sempre muito complexa. Animação limitada é uma forma de aumentar a produção e geração. Esse método foi usado de forma pioneira pela UPA e popularizada pela Hanna-Barbera.

## História

The Horse in Motion (1887): Animação da corrida de um cavalo feita com 15 quadros, pelo pioneiro Eadweard Muybridge que estudava o ser humano em movimento. (veja aqui os quadros de origem).

A história do filme de animação começa com os primeiros momentos do cinema mudo e continua até os dias de hoje.
Contudo, a história das Imagens Animadas começa antes, com a produção de Brinquedos Ópticos, tais como o Fenaquiscópio (ou também, fenaquistiscópio), inventado em 1832 pelo belga Joseph Plateau e pelo austríaco Simon von Stampfer, simultaneamente.
O primeiro desenho animado foi realizado pelo francês Émile Reynaud, que criou o praxinoscópio, sistema de animação de 12 imagens, e filmes de aproximadamente 500 a 600 imagens, projetado no seu próprio théatre optique (thêatre óptico), sistema próximo do moderno projetor de filme, no Musée Grévin em Paris, França, em 28 de outubro de 1892.
O primeiro desenho animado em um projetor de filmes moderno foi Fantasmagorie pelo diretor francês Émile Courtet (também chamado de Émile Cohl), projetado pela primeira vez em 17 de agosto de 1908, no 'Théâtre du Gymnase', em Paris. Courtet foi para Fort Lee, próximo da cidade de Nova York em 1912, onde trabalhou para o estúdio francês Éclair e espalhou sua técnica pelos Estados Unidos.
O primeiro filme de longa-metragem animado foi El apóstol (1917) do Argentino Quirino Cristiani, mostrado na Argentina.
Durante a década de 1910, os curtas-metragens de animação, são normalmente referido como "animated cartoons" ou "desenhos animados", devido o uso de técnicas de animação tradicional O termo cartunista, usado para criadores de humor gráfico (caricaturas, cartoon e charges) e tiras de jornal, também é usado para artistas que trabalham com animação. De fato, alguns dos precursores do cinema de animação trabalhavam com tiras de jornal, é o caso de Winsor McCay (1869-1934), autor da tira Little Nemo e criador da animação Gertie the Dinosaur, em 1914.
Lançadas nos anos 1990, as produções Toy Story (EUA) e Cassiopeia (Brasil) disputam a primazia de 1ª animação 100% gerada por computação gráfica.

### Cinema
Steamboat Willie
Mesmo que Ko-Ko Song Car-Tunes ou Song Car-Tunes do estúdios Fleischer foi a percussora da animação sonora a Steamboat Willie de Walt Disney foi a animação sonora com mais sucesso ao público na época. No desenho que celebrizou Mickey Mouse. O próprio Walt Disney regeu a orquestra responsável pela trilha sonora e fez a voz do camundongo, criado no mesmo ano em duas animações mudas que passaram quase despercebidas. A estreia sonorizada impulsionou o personagem ao estrelato: em apenas um ano, Mickey ganhou mais de 15 desenhos.
Gato Félix

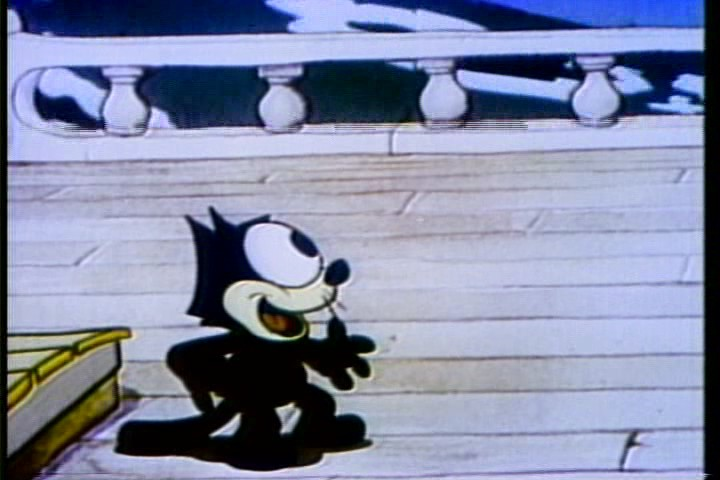
Gato Félix no curta The Goose That Laid the Golden Egg (1936)

Lançado pelo americano Otto Messmer e pelo australiano Pat Sullivan, o risonho gato preto apareceu pela primeira vez na animação Feline Follies ("Folias Felinas"), em 1919. Félix foi o maior astro da era dos desenhos mudos, mas não conseguiu sobreviver ao cinema sonoro.
Flowers and Trees
Em 1932, Walt Disney foi à Technicolor, empresa que tinha criado um sistema para usar cores em filmes, e pediu-lhes exclusivamente por dois anos. O primeiro resultado da parceria foi Flowers and Trees ("Flores e Árvores"), o pioneiro desenho colorido, que deu a Disney um Oscar no primeiro ano em que foi criado o Oscar de melhor filme de animação.

### Televisão
Em 1928, a W2XBS fez um teste de transmissão com um boneco do Gato Félix, dez anos depois, surge a primeira animação produzida para a televisão, Willie the Worm, criada por Chad Grothkopf, porém, devido aos custos de produção, a produção de animação exclusivamente para a televisão foi adiada, os canais preferiram exibir animação antes exibidas no cinema, muitas vezes adquiridas através de pirataria. Entre 1949 e 1950, surgem as primeiras séries exclusivas para a televisão Telecomics e Crusader Rabbit, a primeira foi produzida pela Vallee Video e assim como antigos seriados cinematográficos usava cliffhangers ou "ganchos" no final dos episódios, a segunda foi desenvolvida por Jay Ward e Alex Anderson e produzida por Jerry Fairbanks.
Em 1958, Hanna-Barbera lançou Huckleberry Hound, o primeiro programa de meia hora de duração totalmente dedicado a animação. Terrytoons lançado Tom Terrific no mesmo ano. Aos poucos, a televisão diminuiu significativamente a atenção pública para os curtas de animação produzidos para os cinemas. Devido aos custos, a animação do período era produzida com diversas técnicas de animação limitada, prática que foi imitada mercado japonês. A produtora Filmation ficou conhecida pelo uso da técnica da rotoscopia.

### Animação na web

Animação em imagem GIF.

Junto com a popularização da Web, animações para a mesma também foram se popularizando. GIF, uma sigla para Graphics Interchange Format (Formato de Intercâmbio de Gráficos), é um tipo de arquivo de imagem que permite que animações sejam vistas num Web Browser. Ele era o formato mais popular para animações na Web até relativamente pouco tempo. Porém, é um formato limitado, permitindo apenas 256 cores simultâneas e muitas vezes gerando arquivos grandes para animações mais complexas. Com o surgimento de outros formatos, como o Flash, criado pela Macromedia e actualmente mantido pela Adobe, ele passou a ser utilizado apenas para pequenas animações. O Flash também tem a vantagem de permitir uso de efeitos sonoros e de criar animações interativas, dentre outras.
A nova versão do Flash já conta até com ferramentas para animação em 3D, que permite maiores possibilidades de efeitos nas animações.

## Animações com maiores bilheterias mundiais
Os filmes de animação geralmente têm ótima recepção, principalmente aqueles produzidos digitalmente. Sete filmes animados em computação gráfica faturaram mais de um bilhão de dólares mundialmente, Frozen (da Walt Disney Pictures, décima sexta maior bilheteria da história), Minions, Despicable Me 3 (únicos não são da Disney, tendo sido realizados pela Illumination Entertainment, subsidiária da Universal Pictures), Incredibles 2, Finding Dory, Toy Story 3, Toy Story 4(os três de outra propriedade da Disney, a Pixar) e Zootopia (da Disney, única do quarteto que não é continuação ou adaptação). A nona animação com maior bilheteria, é também a animação feita a mão de maior sucesso da história, O Rei Leão, com US$ 1,084 bilhão mundialmente.
No ranking dos 50 filmes animados de maior sucesso da história do cinema, a liderança é da Walt Disney Pictures, que tem 24 filmes presentes na lista. Em seguida vem DreamWorks Animation, com 13 animações, e a única independente, usando os grandes estúdios apenas para a distribuição. De resto são grandes estúdios com subsidiárias de animação ou contratos de distribuição para produtoras: Universal Pictures com 7 (todos da Illumination Entertainment), 20th Century Fox com 5 (fora The Simpsons Movie, todos da Blue Sky Studios), e 1 da Columbia Pictures (feito pela Sony Pictures Animation).
A listagem a seguir não está ajustada de acordo com a inflação. A cor de fundo       indica os filmes recentes que ainda estão em cartaz e a       indica os que estão arrecadando após relançamento.
| #  | Ano  | Filme                           | Distribuidor               | Bilheteria (US$) | Ref.   |
| -- | ---- | ------------------------------- | -------------------------- | ---------------- | ------ |
| 1  | 2024 | Divertidamente 2                | Walt Disney Pictures       | 1 595 116 307    | [ 13 ] |
| 2  | 2019 | Frozen II                       | Walt Disney Pictures       | 1 450 026 933    | [ 14 ] |
| 3  | 2023 | Super Mario Bros: O Filme       | Illumination entertainment | 1 361 992 475    | [ 15 ] |
| 4  | 2013 | Frozen                          | Walt Disney Pictures       | 1 280 803 377    | [ 16 ] |
| 5  | 2018 | Os Incríveis 2                  | Pixar                      | 1 242 805 359    | [ 17 ] |
| 6  | 2015 | Minions                         | Illumination entertainment | 1 159 444 662    | [ 18 ] |
| 7  | 1994 | O Rei Leão                      | Walt Disney Pictures       | 1 083 720 507    | [ 19 ] |
| 8  | 2019 | Toy Story 4                     | Pixar                      | 1 073 394 593    | [ 20 ] |
| 9  | 2010 | Toy Story 3                     | Pixar                      | 1 066 969 703    | [ 21 ] |
| 10 | 2017 | Meu Malvado favorito 3          | Illumination entertainment | 1 034 800 131    | [ 22 ] |
| 11 | 2016 | Procurando Dory                 | Pixar                      | 1 028 570 889    | [ 23 ] |
| 12 | 2016 | Zootopia                        | Walt Disney Pictures       | 1 023 791 895    | [ 24 ] |
| 13 | 2013 | Meu Malvado favorito 2          | Illumination entertainment | 970 766 005      | [ 25 ] |
| 14 | 2003 | Procurando Nemo                 | Pixar                      | 940 350 194      | [ 26 ] |
| 15 | 2004 | Shrek 2                         | DreamWorks                 | 928 760 770      | [ 27 ] |
| 16 | 2009 | A Era do Gelo 3                 | Blue Sky Studios           | 886 686 817      | [ 28 ] |
| 17 | 2012 | A Era do Gelo 4                 | Blue Sky Studios           | 877 244 782      | [ 29 ] |
| 18 | 2015 | Divertidamente                  | Pixar                      | 858 071 350      | [ 30 ] |
| 19 | 2007 | Shrek Terceiro                  | DreamWorks                 | 813 367 380      | [ 31 ] |
| 20 | 2024 | Meu Malvado Favorito 4          | Illumination entertainment | 808 896 690      | [ 32 ] |
| 21 | 2017 | Viva - A Vida é uma Festa       | Pixar                      | 807 817 888      | [ 33 ] |
| 22 | 2010 | Shrek Forever After             | DreamWorks                 | 752 600 867      | [ 34 ] |
| 23 | 2012 | Madagascar 3: Os Procurados     | DreamWorks                 | 746 921 274      | [ 35 ] |
| 24 | 2013 | Universidade Monstros           | Pixar                      | 743 559 607      | [ 36 ] |
| 25 | 2009 | Up - Altas Aventuras            | Pixar                      | 735 099 082      | [ 37 ] |
| 26 | 2006 | A Era do Gelo 2                 | Blue Sky Studios           | 667 094 506      | [ 38 ] |
| 27 | 2011 | Kung Fu Panda                   | DreamWorks                 | 665 692 281      | [ 39 ] |
| 28 | 2014 | Operação Big Hero               | Walt Disney Pictures       | 657 869 501      | [ 40 ] |
| 29 | 2016 | Moana                           | Walt Disney Pictures       | 643 331 111      | [ 41 ] |
| 30 | 2016 | Sing                            | Illumination entertainment | 634 151 679      | [ 42 ] |
| 31 | 2008 | Kung Fu Panda                   | DreamWorks                 | 631 746 197      | >      |
| 32 | 2004 | Os Incríveis                    | Pixar                      | 631 606 713      | [ 44 ] |
| 33 | 2007 | Ratatouille                     | Pixar                      | 623 726 085      | [ 45 ] |
| 34 | 2014 | Como Treinar o Seu Dragão 2     | DreamWorks                 | 621 537 519      | [ 46 ] |
| 35 | 2008 | Madagascar 2: A Grande Escapada | DreamWorks                 | 603 900 354      | [ 47 ] |
| 36 | 2010 | Enrolados                       | Walt Disney Pictures       | 592 461 732      | [ 48 ] |
| 37 | 2013 | Os Croods                       | DreamWorks                 | 587 204 668      | [ 49 ] |
| 38 | 2001 | Monstros S.A.                   | Pixar                      | 579 707 070      | [ 50 ] |
| 39 | 2011 | Carros 2                        | Pixar                      | 559 852 396      | [ 51 ] |
| 40 | 2011 | Gato de Botas                   | DreamWorks                 | 554 987 477      | [ 52 ] |
| 41 | 2010 | Meu Malvado Favorito            | Illumination entertainment | 543 113 985      | [ 53 ] |
| 42 | 2005 | Madagascar                      | DreamWorks                 | 542 063 846      | [ 54 ] |
| 43 | 2012 | Valente                         | Pixar                      | 538 983 207      | [ 55 ] |
| 44 | 2008 | Os Simpsons: o Filme            | 20th Century Fox           | 536 414 270      | [ 56 ] |
| 45 | 2018 | Wifi Ralph                      | Walt Disney Pictures       | 529 323 962      | [ 57 ] |
| 46 | 2018 | Hotel Transilvânia 3            | Sony                       | 528 583 774      | [ 58 ] |
| 47 | 2017 | Poderoso Chefinho               | DreamWorks                 | 527 965 936      | [ 59 ] |
| 48 | 2019 | Como Treinar o Seu Dragão 3     | DreamWorks                 | 524 382 645      | [ 60 ] |
| 49 | 2008 | WALL•E                          | Pixar                      | 521 311 860      | [ 61 ] |
| 50 | 2016 | Kung Fu Panda 3                 | DreamWorks                 | 521 170 825      | [ 62 ] |

| #  | Nome                           | Bilheteria    | Ano  |  |
| -- | ------------------------------ | ------------- | ---- |  |
| 1  | Branca de Neve e os Sete Anões | 2 200 000 000 | 1937 |  |
| 2  | O Rei Leão                     | 2 180 000 000 | 1994 |  |
| 3  | 101 Dálmatas                   | 1 950 000 000 | 1961 |  |
| 4  | Fantasia                       | 1 940 000 000 | 1940 |  |
| 5  | Mogli O Menino Lobo            | 1 825 000 000 | 1967 |  |
| 6  | A Bela Adormecida              | 1 730 000 000 | 1959 |  |
| 7  | Cinderela (1950)               | 1 625 000 000 | 1950 |  |
| 8  | Procurando Nemo                | 1 572 000 000 | 2003 |  |
| 9  | Shrek 2                        | 1 570 000 000 | 2004 |  |
| 10 | Pinóquio                       | 1 490 000 000 | 1940 |  |
| 11 | Frozen                         | 1 460 000 000 | 2013 |  |
| 12 | Frozen II                      | 1 450 000 000 | 2019 |  |
| 13 | Toy Story 3                    | 1 420 000 000 | 2010 |  |
| 14 | Bambi                          | 1 410 000 000 | 1942 |  |
| 15 | Os Incríveis 2                 | 1 395 000 000 | 2018 |  |
| 16 | Aladdin                        | 1 368 000 000 | 1991 |  |
| 17 | A Dama e o Vagabundo           | 1 340 000 000 | 1961 |  |
| 18 | Procurando Dory                | 1 335 000 000 | 2016 |  |
| 19 | Toy Story 2                    | 1 320 000 000 | 1999 |  |
| 20 | Zootopia                       | 1 280 000 000 | 2016 |  |

## Técnicas de animação
- Animação tradicional
- Animação digital
- Animação de recortes
- Animação analógica por computador
- Captura do movimento
- Imagens geradas por computador (CGI)
- Animação por stop-motion
  - Claymation
  - Pixilation
  - Animação com fantoches
- Animação limitada
- Animação por cel shading
- Rotoscopia

## Prêmios
- Cristal Award, prêmio máximo do Festival de Annecy
- Winsor McCay Award
- Oscar, categoria Melhor Curta-Metragem de Animação
- Oscar, categoria Melhor Longa-Metragem de Animação
- César, categoria Melhor Curta-Metragem de Animação
- BAFTA, categoria Melhor Curta-Metragem de Animação
- BAFTA, categoria Melhor Longa-Metragem de Animação